# Prismatocarpus
Prismatocarpus es un género de plantas  perteneciente a la familia Campanulaceae. Contiene 29 especies (nombres aceptados, no sinónimos). Es originario de la Provincia del Cabo en Sudáfrica.

## Taxonomía
El género fue descrito por Charles Louis L'Héritier de Brutelle y publicado en Sertum Anglicum 1. 1789.

## Especies seleccionadas
- Prismatocarpus alpinus (Bond) Adamson
- Prismatocarpus altiflorus L'Hér.
- Prismatocarpus brevilobus A.DC.
- Prismatocarpus campanuloides (L.) Sond.
- Prismatocarpus candolleanus Cham.
- Prismatocarpus cliffortioides Adamson